# ساهاتاوی
ساهاتاوی (به لاتین: Sahatavy) یک منطقهٔ مسکونی در ماداگاسکار است که در واواتنینا واقع شده‌است. ساهاتاوی ۱۶٬۳۳۴ نفر جمعیت دارد و ۲۳۶ متر بالاتر از سطح دریا واقع شده‌است.